# はぐれ刑事
『はぐれ刑事』（はぐれでか）は、1975年に俳優座映画放送と国際放映が制作し、日本テレビ系で放映された刑事ドラマ。

## 内容
東京の下町、台東署の1年生刑事・影山（沖雅也）と、胸に受けた拳銃の弾をあえて摘出しない先輩刑事・風間（平幹二朗）を中心に、人情味あふれる浅草や隅田川の風景を織りまぜて展開する刑事ドラマ。

## 放送データ
- 放送期間:1975年10月7日 - 同年12月30日
- 放送日時:毎週火曜日 21:00 - 21:54
- 放送回数:全13回
- カラーフィルム作品

## キャスト
- 風間史郎:平幹二朗 - 台東署刑事（41歳〜42歳）。人情派かつ思いやりのある刑事で、地元の下町育ち。右胸に銃弾が入ったままになっており、激しく動く度にそれが奥に入っていき激痛が走る。それでも摘出しない理由は...。
- 影山健三郎:沖雅也 - 台東署刑事（23歳）。当初はエリート意識を持っている生意気な刑事で、風間の犯人に対しても情に厚い手法に苛立ちを見せるが、風間や課長らが暖かく育て人間として成長していく。
- 原田美智子:夏純子 - 新藤の義妹。新藤外科で看護婦をしているシッカリ者。風間に徐々に惹かれる。
- ラリパッパのお京:ホーン・ユキ - 浅草生まれの浅草育ち、焼酎のミルク割りが好物な下町娘。酔っては影山にからんでくるのは好意の現れでもある。
- 四谷係長:山本清 - 台東署捜査係長。昇任試験の勉強をしているが一向に出世の見込みが無く、部下から「本庁行きはぐれ鳥」と言われている。「たまんねぇよ」が口癖。
- 矢野刑事:阿部希郎 - 台東署刑事
- 坂田刑事:望月太郎 - 台東署刑事。大分県別府出身、「金時」というニックネームもある。
- 大川刑事:片岡五郎 - 台東署刑事。風間とは同期である。
- 山本刑事:青木卓司 - 台東署刑事。九州弁が特徴（#9からの出演）、「山さん」と呼ばれることもあった。
- 大村刑事:伊東辰夫 - 台東署刑事。普段は刑事部屋で適当な憎まれ口をたたき、軽い人間像で振舞っているが、事件発生時には顔つきが変わり熱心な刑事の一面を見せる。もうすぐ三人目の子供が生まれる予定。
- 浅若芳太郎 - 酒処「浅若」主人
- 滝川亮吉課長:小沢栄太郎 - 台東署刑事課長。人情派で人当たりが柔らかいが、優しいだけではなく本庁上司の苦情から部下を守る心意気も持つ。年下の妻にメロメロである。
- 滝川淳子:浅茅陽子 - 滝川課長の妻。課長より42も年下の若妻であり、刑事部屋に差し入れに来るので皆の心を和ます存在でもあるが、「亭主66で妻24」と皆が課長を嫉妬の目で見てしまうことも。
- 山崎イサオ
- 大塚訓代 - 新藤外科看護婦
- 森田由起子 - 新藤外科看護婦
- 大辻医師:火野正平 - 新藤外科の若手医師（26歳）。知的な男だが人間味も兼ね備えている新藤の片腕。
- 新藤保太郎:田中邦衛 - 風間の幼馴染の外科医（43歳）。都電荒川線沿いにある「新藤外科」の主。かつてはシカゴで腕を振るっていたと吹聴する。妻と息子がいる。

## スタッフ
- 企画:古賀伸雄(俳優座映画放送)、岡田晋吉(日本テレビ)
- プロデューサー:香取雍史(国際放映)、梶山仗祐(俳優座映画放送)、長富忠裕(日本テレビ)
- 脚本監修:菊島隆三
- 選曲:山川繁
- 音楽:ティン・パン・アレー、ペドロ&カプリシャス
  - 主題歌『陽かげりの街』
    - 作詞:杉山政美、麻生香太郎
    - 作曲:ヘンリー広瀬
    - 唄・演奏:ペドロ&カプリシャス(ワーナー・パイオニア)
- 制作:俳優座映画放送、国際放映

## 放映リスト
| 各話 | 放送日 (1975年) | サブタイトル          | 脚本              | 監督       | ゲスト                                                                                     |
| ---- | --------------- | --------------------- | ----------------- | ---------- | ------------------------------------------------------------------------------------------ |
| 1    | 10月7日         | 銃弾                  | 尾中洋一          | 小野田嘉幹 | 桃井かおり、磯部勉、橋本功、 地井武男、川口敦子、 ペドロ&カプリシャス                      |
| 2    | 10月14日        | 逃避行                | 尾中洋一          | 小野田嘉幹 | 宮下順子、蟹江敬三、 泉ピン子、沢りつお                                                    |
| 3    | 10月21日        | 復讐                  | 安倍徹郎          | 松尾昭典   | 三ツ木清隆、津山登志子、 松山照夫、小美野欣二                                              |
| 4    | 10月28日        | 密告                  | 尾中洋一          | 松尾昭典   | 赤座美代子、蜷川幸雄、田口計、 丹古母鬼馬二、阿川泰子、粟津號、 松崎真、石井富子、岡田正典 |
| 5    | 11月4日         | 偽証                  | 山田正弘 櫻井康裕 | 森﨑東     | 加藤嘉、小野進也、木村理恵、 江幡高志                                                      |
| 6    | 11月11日        | 姉弟                  | 尾中洋一          | 森﨑東     | 渡辺美佐子、長谷川哲夫、野村昭子、 今福正雄、藤岡重慶、成瀬昌彦                            |
| 7    | 11月18日        | 蒸発                  | 下飯坂菊馬        | 小野田嘉幹 | 片桐夕子、中谷一郎、手塚茂夫、 林ゆたか、本山可久子                                        |
| 8    | 11月25日        | 裏切り                | 安倍徹郎          | 小野田嘉幹 | 本郷直樹、中北千枝子、本木紀子                                                             |
| 9    | 12月2日         | 誘拐                  | 福田純            | 松尾昭典   | 渥美国泰、小原秀明、平泉征、 槙ひろ子、中村美代子                                          |
| 10   | 12月9日         | 本ボシ                | 櫻井康裕          | 松尾昭典   | 佐野厚子、市地洋子、真屋順子、 三景啓司、堺左千夫                                          |
| 11   | 12月16日        | 氷雨                  | 尾中洋一          | 渡邊祐介   | 田中浩、木村元、佐久間宏則、 地井武男、外山高士                                            |
| 12   | 12月23日        | 傷痕                  | 下飯坂菊馬        | 渡邊祐介   | 安東結子、瀬戸山功                                                                         |
| 13   | 12月30日        | 冬よ せめて美しくあれ | 尾中洋一          | 小野田嘉幹 | 市毛良枝、南風洋子、桑山正一、 内田勝正、桜井センリ、鹿島信哉                              |

## 放送局
特記の有るもの以外の放送時間は全て、火曜 21:00 - 21:54（同時ネット）
- 日本テレビ
- 札幌テレビ[1]
- 青森放送[2]
- 秋田放送[2]
- 山形放送[3]
- ミヤギテレビ[4]
- 北日本放送[5]
- 北陸放送：火曜 16:00 - 16:54[6]
- 福井放送[5]
- 山梨放送[7]
- 中京テレビ[8]
- よみうりテレビ[9]
- 日本海テレビ[10]
- 西日本放送[11]
- 広島テレビ[11]
- 山口放送[12]
- 南海放送[12]
- 高知放送[12]
- 福岡放送[13]
- テレビ長崎：日曜 15:15 - 16:09[13]
- テレビ宮崎：日曜 13:15 - 14:09[14]